# Renntaucher
Der Renntaucher (Aechmophorus occidentalis) ist eine Vogelart aus der Familie der Lappentaucher (Podicipedidae).

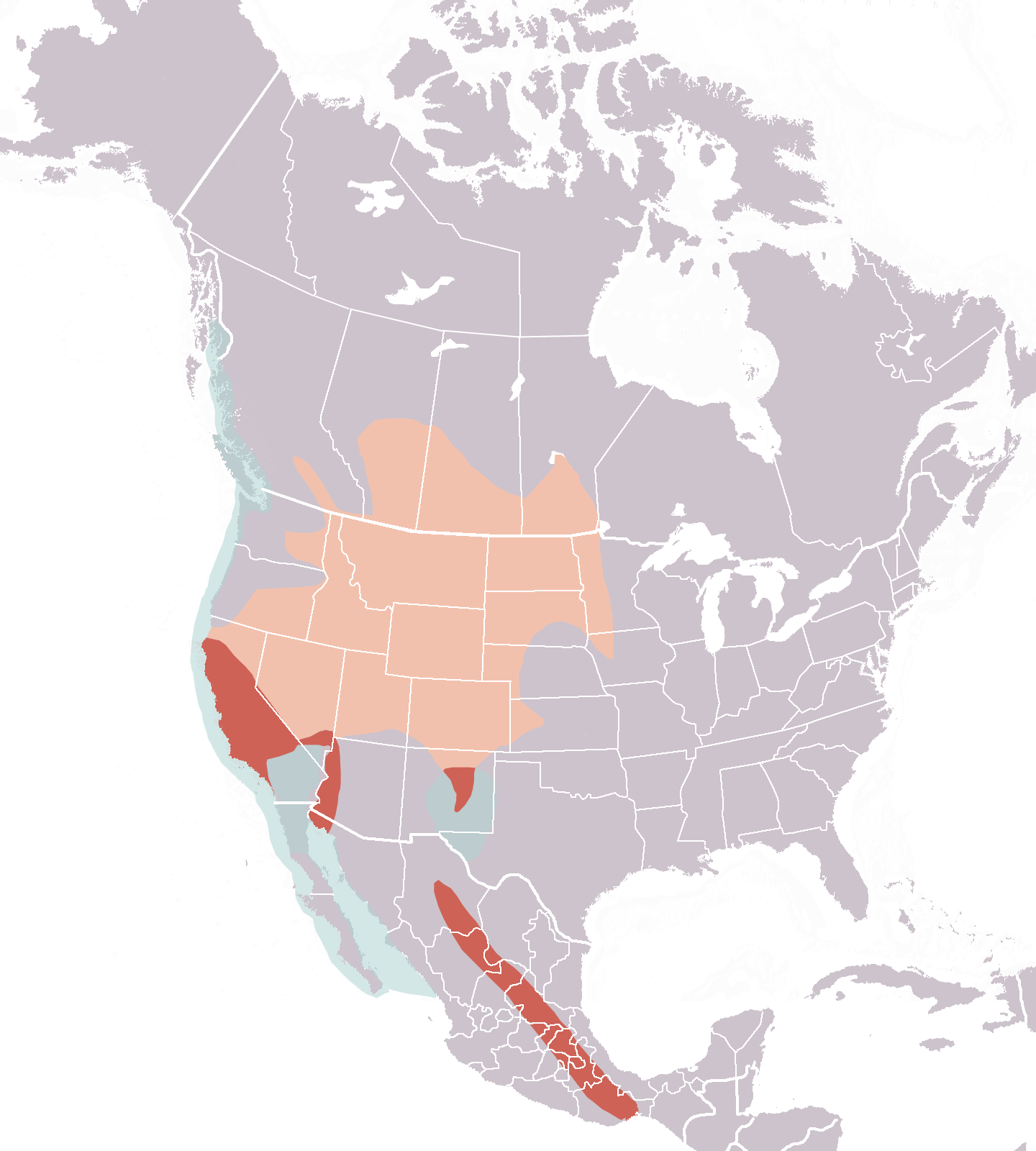
Bordeauxrot: Ganzjahresvorkommen,
Rosa: Brutareal,
Blau: Überwinterungsgebiet

## Merkmale
Renntaucher erreichen ausgewachsen eine Körperlänge zwischen 51 und 74 Zentimeter und ein Gewicht von 550 bis 1225 Gramm. Die Vögel weisen keinen Geschlechtsdimorphismus auf, haben ein schwarz-weißes Gefieder und einen langen schlanken Hals. Ihr Schnabel ist schmutzig gelb. Vom verwandten Clarktaucher (Aechmophorus clarkii) sind sie durch ihre dunkleren Gesichtsfedern zu unterscheiden.

## Lebensweise
Renntaucher leben vor allem an Gewässern mit großen offenen Wasserflächen, im Winter bevorzugen sie Brack- und Salzwasser und ziehen an die amerikanische Pazifikküste. Sie ernähren sich zu 80 bis 100 % von Fisch und sind auch in der Lage große Fische, bis zu einer Länge von 20 cm, zu verschlucken. Außerdem fressen sie Wasserinsekten, vor allem Ruderwanzen, Weich- und Krebstiere, Amphibien und am Meer auch Würmer. Die Nahrung wird meist tauchend erbeutet. Die Vögel sind in der Lage 30 s unter Wasser zu bleiben. Die Nahrung wird vor allem während der Mittagszeit gesucht, wenn die Sonne hoch am Himmel steht und die Sicht unter Wasser gut ist.

## Fortpflanzung

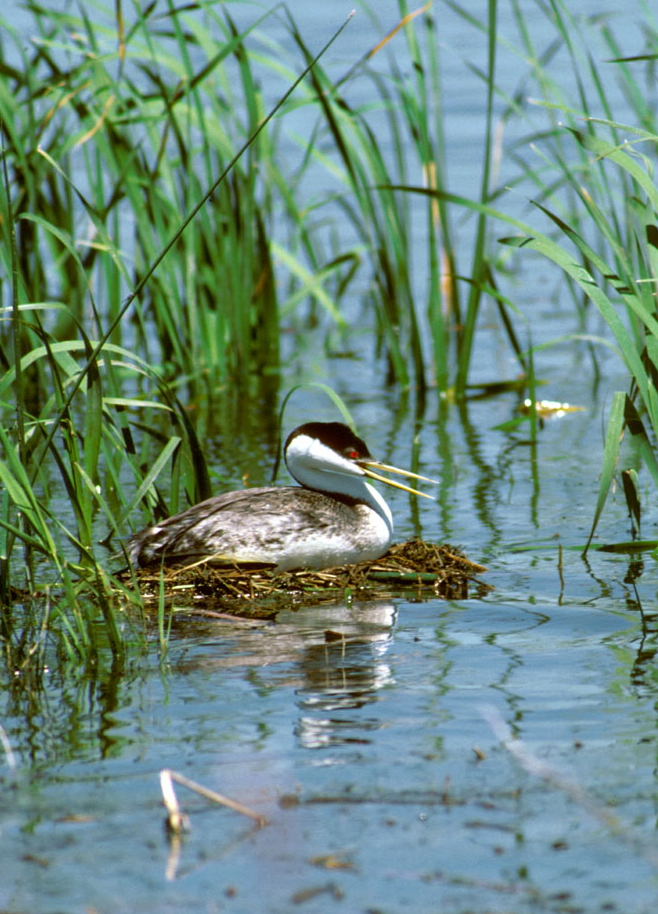
Brütender Renntaucher

Die Vögel legen in den USA ihre Eier von Mai bis Juli. Sie brüten in Kolonien, die teilweise über tausend Nester umfassen können, oft vermischt mit Clarktauchern. Bekannt sind sie wegen ihrer auffallenden Balz, die in vielem der der Haubentaucher gleicht. Spektakulär ist vor allem ein Teil des Balzrituales, bei dem beide Vögel in Trippelschritten nebeneinander über das Wasser laufen. Zur Balz gehört auch ein Balztanz, bei dem jeder der Vögel nach Wasserpflanzen taucht und diese hochhält, während er sich vor dem jeweiligen Partner hin- und herdreht.
Normalerweise werden drei bis vier Eier gelegt, die 21 bis 28 Tage bebrütet werden. Die geschlüpften Jungvögel haben graue Daunen. Kopf und Unterseite sind weiß. Ihnen fehlt die für die meisten Lappentaucherküken typische gestreifte Zeichnung. An der Aufzucht der Jungen sind beide Elterntiere beteiligt. Ähnlich wie beim Schwarzhalstaucher und beim Haubentaucher tragen die Eltern ihre Jungen die ersten zwei bis vier Wochen auf dem Rücken. Jungvögel werden von den Eltern gefüttert, bis sie etwa 70 Tage alt sind.

## Bestandssituation
Wie beim Haubentaucher wurde auch das Gefieder des Renntauchers im 19. Jahrhundert in der Modeindustrie verarbeitet. Dies hat wesentlich zu ihrem Bestandsrückgang beigetragen, da sie deswegen intensiv bejagt wurden. Mittlerweile gilt der Bestand als nicht gefährdet, wenn er auch immer noch durch Umweltverschmutzung und den Verlust von Lebensraum bedroht ist.

## Unterarten
Es sind zwei Unterarten anerkannt:
- Aechmophorus occidentalis occidentalis (Lawrence, 1858)[2] kommt im südöstlichen Alaska und westlichen Kanada bis ins nördliche zentrale Gebiet der USA vor.
- Aechmophorus occidentalis ephemeralis Dickerman, 1986[3] ist im westlichen Mexiko verbreitet.